# Říčky v Orlických horách
Říčky v Orlických horách là một làng thuộc huyện Rychnov nad Kněžnou, vùng Královéhradecký, Cộng hòa Séc.